# ぴっぐテン
ぴっぐテンとはAyelet Pnueliが制作しドイツのボードゲームメーカーのZoch（de:Zoch Verlag）が発売したカードゲーム。原題はPig10。

## 概要
プレイ人数は2人から8人で、対象年齢は6歳以上。
0から10の各数字が中央に描かれた計11種類のカードを用いる。

## ゲームの進行
プレイヤーにカードを3枚ずつ配り、残りは補充用の山札とする。
順番にカードを一枚ずつ出し、カードを出したら補充用の山札から補充することで手札は常に3枚の状態になるようにする。
場にカードがない場合はそのカードの数字を言い、カードがある場合はこれまでの合計にそのカードの数字を加えた値を言う。このとき値が10であれば「ぴっぐテン」と宣言し、その場に出ているカードを全て取り自分の前に置いておく。値が10を超えた場合はその前にカードを出した人がその場に出ている全てのカードを取ることが出来る。
特殊な数字のカードとして0のカードはこれまでの値がなんであろうと値を0にすることが出来る。また5のカードはこれまでの値に5を足すことも引くこともできるが、負の値にすることは出来ない。
これまでの値と同じ数字のカードはそのままその数字を宣言することも出来る。
最終的に獲得したカードが一番多いプレイヤーの勝利となる。